# François-Louis Cailler
François-Louis Cailler (Vevey, 11 giugno 1796 – Vevey, 6 aprile 1852) è stato un imprenditore svizzero inventore della tavoletta di cioccolata.

## Biografia

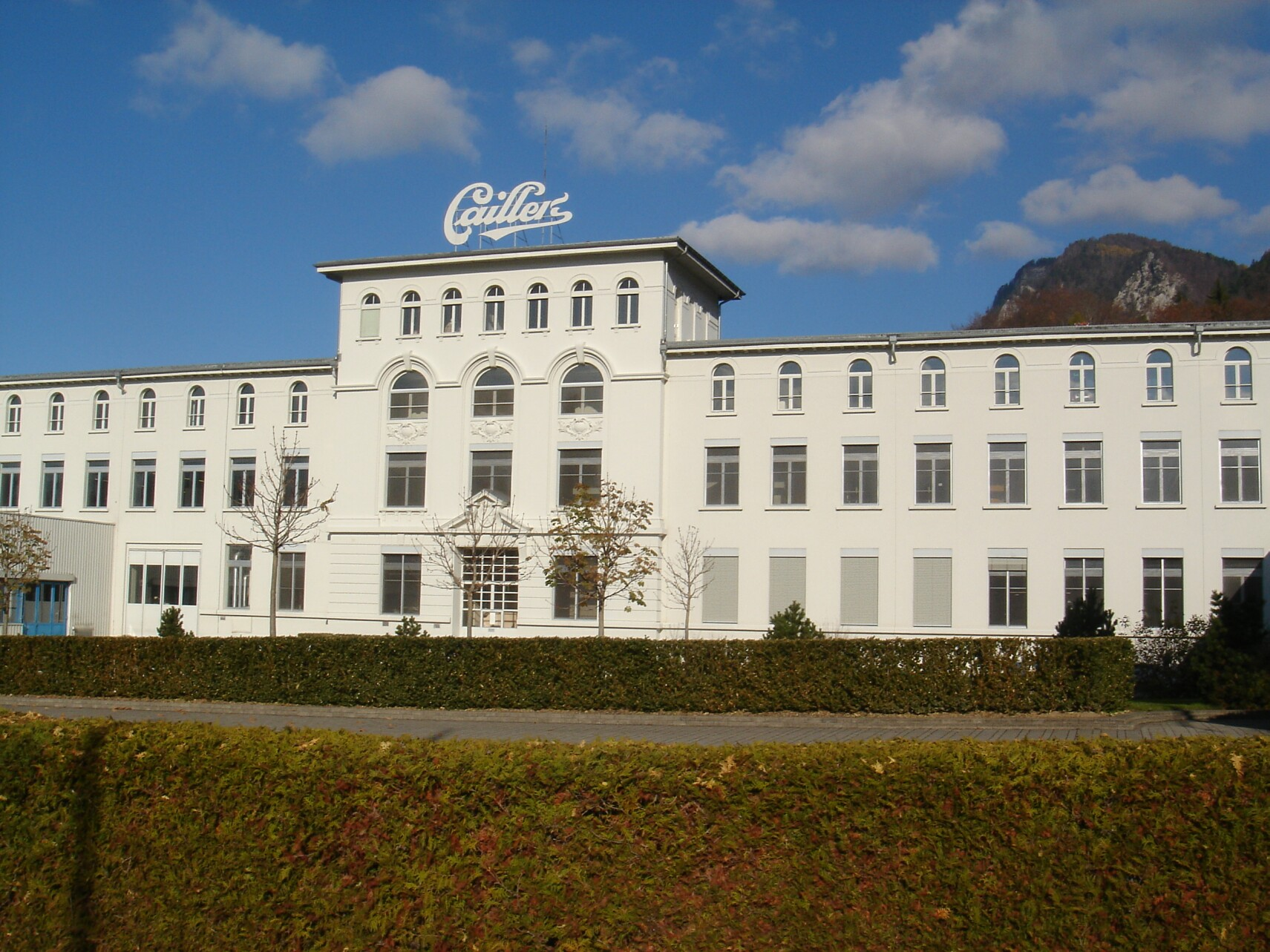
La fabbrica Chocolat Cailler.

Nativo di Vevey, nel Canton Vaud, François-Louis Cailler lavorò dapprima come apprendista presso una drogheria, quindi emigrò a Torino, dove conobbe alcuni cioccolatai ticinesi attivi in città. Nella capitale del Regno si dedicò alla fabbricazione di cioccolato. Nel 1818 fece ritorno a Vevey dove, l'anno seguente, nella località di Corsier, impiantò la Maison Cailler, prima fabbrica di cioccolato della Svizzera . La fortuna della sua impresa - il marchio Cailler esiste tuttora – è legata all'invenzione del cioccolato in forma di tavoletta (fr.: plaque) e alla precoce meccanizzazione del processo produttivo, che rese meno costoso il prodotto finale.